# 田村哲郎
田村 哲郎（たむら てつろう、1950年9月25日 - 1991年12月6日）は、日本の舞踏家である。

## 略歴
- 1950年 高知県高知市生まれ[1]。
- 1969年 土佐高等学校を卒業後上京。
- 1972年 東洋大学哲学科中退[1]。麿赤児の大駱駝艦に参加した[2]。
- 共に高知出身の長野揚一、武田早苗と北海道各地のキャバレーなどで金粉ショーに出演し草創期の大駱駝艦を支えた[3]。
- 1975年 大駱駝艦で出会った古川あんずとダンス・ラブマシーンを結成して独立。
- 1991年12月6日 歯肉癌で死去。古川あんずも2001年ベルリンにて舌癌で客死[4]。別紙によれば田村の死因は下顎骨腫[5]。

## 追憶
- 彼の舞台は常に衝撃的であった。胎内的律動を感じさせるかと思うと、洗練されたセンスを舞台に繰り広げる[6]。
- 田村由美子の追悼の言葉「21歳から、その青春を舞台にかけ、生涯踊り抜いた男。大駱駝艦を出発に結婚、旗揚げ、大怪我、子供の死、離婚、破産、第14回舞踏批評家賞受賞、大火傷、痛風、失明一歩手前、二度目の結婚、ダンス・ラブ・マシーン解散、一閘提開始、他流試合も数々やって、舞台舞台と、貧乏まみれ酒まみれ、仏教哲学を唱え、多くの詩を愛し、涙をこぼして朗読した。プロレス大好き、すもうは強い、ブルックナーとアルプスを駆けまわり、牛刀握って何でも料理してしまう。そんな異色のおどり手、田村哲郎がガンで他界してから、この日は百ケ日にあたります・・」[7]

## 舞台
公演歴は主に原田著舞踏（BUTOH）大全による。
- 1979年 「蝦蟇の復讐」
- 1980年 「フランケンシュタインの蛸」
- 1982年 「肉モノ」「火の娘」シリーズ。「愛の法廷」「阿呆の王」の2作品にて第14回舞踏批評家協会賞受賞[5]。
- 1983年 「満身創痍工夫」「愛の法廷」「阿呆の王」「でたらめ」
- 1984年 芥正彦主宰「浄められた夜」など
- 1985年 「朝日のごとく爽やかに」「マンハッタン・ブトー・ブルハギ計画」「気分的」
- 1986年 「気分的」ベルリン、ハンブルクなどで公演
- 1987年 「Dr.脳天気」、土方巽追悼公演「病める舞姫」・第4夜「ロマノフの海」、「懐疑的ウイルス／確信を持って」
- 1987年7月30日〜8月23日麿赤兒は田村哲郎ら独立した弟子らも呼び寄せ京都五条千本にて大公演を行なった[9]。外部リンク 大駱駝艦天賦典式盤船伽藍ひとつき興行「羅生門」も参照。
- 1988年 「ロマンチックな生活」、ダンス・ラブ・マシン解散祝賀公演「一閘提」(いっせんだい)
- 1989年 Project Fake 一閘提 開始「の為に〜辛夷(こぶし)の夜」(田村由美子とのデュオ)、「蛸の園」
- 1990年 「十牛図より」「盲ひ聾ひ」
- 1991年 山梨県立文学館企画映画「或阿呆の一生」出演
- 1992年 「勇気凛々愛の人〜舞踏家田村哲郎を偲ぶ会」（舞踏：中山直一、中山規佐子、田村由美子／トーク：佐藤正敏、会田成男、中村文昭）